# Holubinka nádherná
Holubinka nádherná (Russula nobilis)  je nejedlá houba z čeledi holubinkovitých. Rostoucí od srpna do října.

## Výskyt
Holubinka nádherná roste v sušších listnatých lesích na písčitých půdách.
V bukových lesích vytváří mykorhizu. Vyskytuje se po celém mírném pásmu severní polokoule.

## Popis
Klobouk má 2,5 - 9 cm v průměru, v mládí je sklenutý, později plochý, často zprohýbaný. Povrch je za sucha téměř sametově matný, hladký.
Zbarven je karmínově až zářivě červeně, od středu postupně bledne.
Lupeny jsou bílé až smetanové, přirostlé, husté ve stáří občas nažloutlé.
Ostří je lehce zubaté. Třeň je 2 - 6,5 cm dlouhý, 0,7 - 2cm tlustý, hladký, pevný, mírně kyjovitý, barvy bílé, stářím šedne.
Dužnina je velmi tvrdá, bílá až trochu šedivějící, pod pokožkou klobouku růžová Chuť velmi palčivá, vůně v mládí kokosová. Výtrusný prach bílý

## Využití
Pro svoji silně palčivou chuť je v kuchyni nepoužitelná a je nejedlá.

## Synonyma
- Russula mairei var. fageticola Romagn., 1962
- Russula fageticola Melzer ex S. Lundell 1956
- Russula emetica sensu A.A. Pearson p.p., auct. p.p.; 2005
- Russula fageticola (Romagn.) Bon 1986
- Russula mairei Sing 1929
- Russula fagetorum Bon 1987

česká jména
- holubinka Maireova